# Will Success Spoil Rock Hunter?
Will Success Spoil Rock Hunter? ( en español, Una mujer de cuidado) es una película de comedia satírica de 1957 protagonizada por Jayne Mansfield y Tony Randall, con Betsy Drake, Joan Blondell, John Williams, Henry Jones, Lili Gentle, y Mickey Hargitay, y con un cameo de Groucho Marx. La película es una sátira de la cultura popular de fans, el relumbrón de Hollywood y la industria publicitaria en general, que estaba ganando millones de dólares con los crecientes ingresos procedentes de los anuncios televisivos. También apunta a la generalización de la televisión como causa de la disminución de espectadores en las salas de cine desde mediados de los años 1950. La película fue también conocida como Oh! For a Man! en Reino Unido.
La película fue producida y dirigida por Frank Tashlin, que también escribió el guion en gran parte original, utilizando poco más que el título y el personaje de Rita Marlowe de la exitosa obra de Broadway Will Success Spoil Rock Hunter? de George Axelrod. La obra se había escenificado de 1955 a 1956 también protagonizada por Jayne Mansfield como Rita.

## Trama
En lugar del tradicional tema musical y apertura de la película, Tashlin colocó los títulos de crédito sobre falsos anuncios televisivos de productos que no cumplen lo prometido.
Tras este inicio cómico, la película comienza con un guionista de publicidad televisiva, Rockwell P. Hunter, que ocupa un puesto bajo en la agencia La Salle, la compañía donde trabaja. Con la agencia a punto de perder su cliente más importante – Stay-Put Lipstick; tiene la idea de conseguir la modelo perfecta y portavoz del nuevo pintalabios de la marca, la famosa actriz "de labios tan besables", Rita Marlowe.
Sin embargo para que Rita acepte respaldar el pintalabios, Rock tiene que fingir ser su novio para poner celoso a su novio real, el musculoso Bobo Branigansky, la estrella de un espectáculo televisivo de Tarzán. Bobo filtra la noticia del nuevo idilio de Rita a los tabloides y Rock de repente se hace famoso como el nuevo "muñeco amante" de Marlowe. El jefe de Hunter decide aprovechar la fama de su empleado, pero cuando además consigue que Marlowe también acepte protagonizar un espectáculo televisivo patrocinado por Stay-Put, Hunter se convierte en el empleado más respetado de la empresa publicitaria. Marlowe, entretanto, es desgraciada; piensa que se está enamorando de Hunter, pero su único amor verdadero es el hombre que la descubrió, George Schmidlap. No siendo capaz de reencontrar a Schmidlap, persigue a Hunter, aunque su secretaria "Vi" le advierte que está jugando un juego peligroso (Irónicamente, Blondell, que interpreta a la secretaria de mediana edad de Mansfield, había sido una destacada sex symbol cinematográfica veinticinco años antes y una de las primeras víctimas del Código Hays).
Hunter pronto descubre que la fama es un arma de doble filo, consiguiendo todo lo que quiere, pero con un precio a pagar por ese éxito. Las mujeres están locas por él, y no tiene tranquilidad. Finalmente, asciende en el trabajo, y se convierte en presidente de la compañía, solo para descubrir que no es realmente lo que quería. Hunter confiesa a su enojada prometida Jenny que se encuentra en la cima de un montón de insignificancia y ella lo acepta.
Cuando Rita Marlowe estrena su espectáculo televisivo para Stay-Put Lipstick, se sorprende con la aparición de la estrella invitada "sorpresa" del programa (y el único amor verdadero de su vida), George Schmidlap.
Liberados de la tensión publicitaria, Rock y Jenny se retiran al campo a cuidar una granja de pollos, anunciando que han encontrado el verdadero fin de la vida.

## Reparto principal
| Actor           | Función             |
| --------------- | ------------------- |
| Jayne Mansfield | Rita Marlowe        |
| Tony Randall    | Rockwell P. Hunter  |
| Betsy Drake     | Jenny Wells         |
| Joan Blondell   | Violeta             |
| John Williams   | Irving La Salle Jr. |
| Henry Jones     | Henry Rufus         |
| Lili Gentle     | April Hunter        |
| Mickey Hargitay | Bobo Branigansky    |
| Groucho Marx    | George Schmidlap    |
| Ann McCrea      | Gladys              |
| Barbara Eden    | Señorita Carstairs  |

## Producción
Will Success Spoil Rock Hunter? recibió una nominación al Globo de Oro al Mejor Actor de Comedia/Musical para Tony Randall y una nominación del Writers Guild of América, al premio WGA (Pantalla) a la Mejor Comedia americana escrita para Frank Tashlin. El personaje de Rita Marlowe se basa en el estereotipo de la rubia tonta popularizado por Marilyn Monroe en la época.
La película contiene referencias jocosas a otros papeles de Mansfield, incluyendo The Girl Can't Help It (1956; también dirigida por Tashlin), Kiss Them for Me (1957), y The Wayward Bus (1957). El libro que en una escena Mansfield lee en la bañera es Peyton Place (1956) de Grace Metalious, que se convertiría en un largometraje y una popular serie de televisión que es considerada precursora de las teleseries en horario de máxima audiencia. Se dice que los personajes voluptuosos en el libro se inspiraron precisamente en Mansfield.
La antigua estrella del cine mudo Minta Durfee tiene un papel sin acreditar como fregona.

## Legado
Will Success Spoil Rock Hunter? es una de las películas más reconocidas de Mansfield, junto con The Girl Can't Help It (1956; en español, Una rubia en la cumbre) y The Sheriff of Fractured Jaw (1958; en español, La rubia y el sheriff). En 1966 Frank Tashlin dijo que era la película con la que estaba "más satisfecho... no  había ningún compromiso en ella. Buddy Adler me dejó hacerla a mi manera". El libro que en una escena Jayne Mansfield lee en la bañera es Peyton Place de Grace Metalious, que luego se convertiría en un largometraje y una popular serie de televisión popular que es considerada precursora de las teleseries en horario de máxima audiencia. Se dice que los personajes voluptuosos en el libro se inspiraron precisamente en Mansfield.
Hay una referencia a esta película en el largometraje de 1964 basado en la novela homónima Funeral en Berlín, protagonizado por Michael Caine como Harry Palmer. Cuando este personaje de agente secreto consigue papeles falsificados con una nueva identidad, se siente insatisfecho con el nombre que se le ha dado y se queja, "Rock Hunter! Por qué no puede ser Rock Hunter?" En el año 2000, la película fue seleccionada para su preservación en el National Film Registry de la Biblioteca del Congreso de Estados Unidos como "culturalmente, históricamente, o estéticamente significativa".

## Recepción

### Respuesta crítica
Ethan de Seife escribió en su libro, Tashlinesque: The Hollywood Comedies of Frank Tashlin, que se puede ver en Son of Paleface, Marry Me Again, Artistas y modelos, Will Success Spoil Rock Hunter?, The Man from the Diners' Club, The Private Navy of Sergeant O'Farrell, y muchas otras que la animación y la comedia de acción en vivo estadounidenses derivan de la misma tradición. Peter Lev escribió en su libro, Twentieth Century-Fox: The Zanuck-Skouras Years, 1935–1965, "Will Success Spoil Rock Hunter? es más fragmentada que The Girl Can't Help It, y paradójicamente la hace una película mejor."

### Video doméstico
Will Success Spoil RockHunter? fue lanzada en VHS en 1996 por 20th Century Studios Home Entertainment.